# Камау
Кама́у (вьет. Cà Mau) — город в южной части Вьетнама, столица одноимённой провинции Камау, расположенной в дельте реки Меконг.
Бывший премьер-министр Вьетнама Нгуен Тан Зунг родился и вырос здесь. Город имеет свою систему транспортных каналов, немалый поток грузов перевозится здесь на лодках и баржах.

## Население

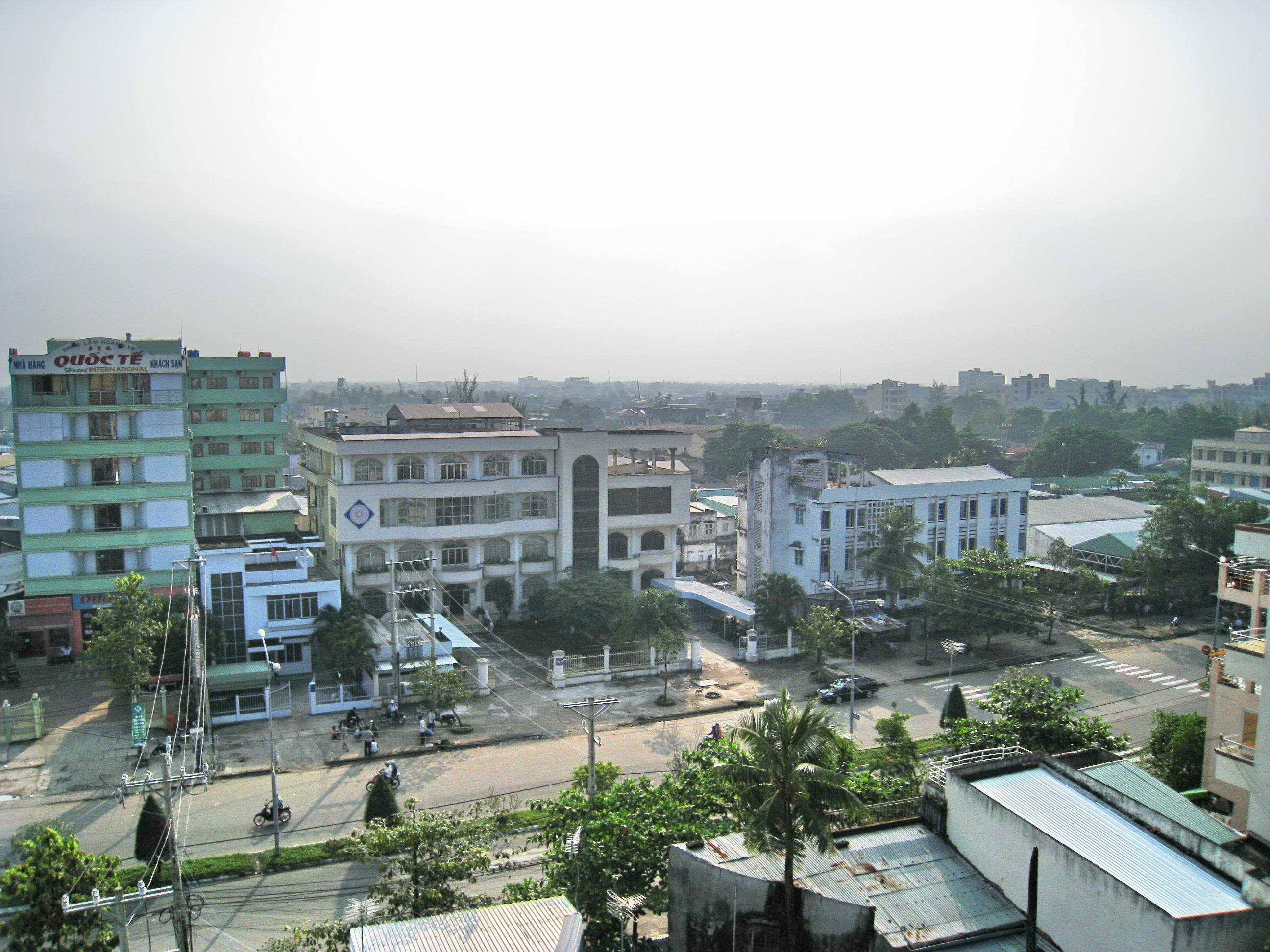
Улица Фан Нгок Хьен

Население города составляет около 204 895 жителей (по состоянию на 2010 год). Большинство из них являются этническими вьетнамцами и китайцами, большую долю составляют и кхмеры (300 домохозяйств), в 400 домохозяйствах проживают представители народности хоа. Попасть в Камау можно по дороге (360 км к юго-западу от Хошимина) через национальную магистраль 1A или по воздуху (в городе есть аэропорт).

## Административное деление
Камау подразделяется на:
- 8 городских кварталов (phường)
- 7 сельских общин-коммун (xã).

## Экономика
Камау является крупнейшим экспортером креветок во Вьетнаме. В 2005 году только одна провинция Камау экспортировала их на $ 500 млн. Реализован крупный нефтяной проект «Gas Power Fertilizer Project» стоимостью 1,4 млрд долларов США. Он включает в себя следующие сооружения:
- 2 тепловых электростанции общей мощностью 1500 МВт (оборудование будет от немецкой компании Siemens)
- Завод удобрений с производственной мощностью в 800000 тонн карбамида в год
- Газопровод 18 дюймов в диаметре, чтобы продлить 298 км подводного и 27 км берегового трубопроводов из газового месторождения PM3, разрабатываемого совместно с Малайзией. Проектная мощность — два миллиарда кубометров газа в год.

## Климат
| Показатель                                                      | Янв. | Фев. | Март | Апр. | Май  | Июнь | Июль | Авг. | Сен. | Окт. | Нояб. | Дек. | Год   |
| --------------------------------------------------------------- | ---- | ---- | ---- | ---- | ---- | ---- | ---- | ---- | ---- | ---- | ----- | ---- | ----- |
| Абсолютный максимум, °C                                         | 35,2 | 36,2 | 36,8 | 38,3 | 38,2 | 35,9 | 34,7 | 34,2 | 34,4 | 33,9 | 33,6  | 33,1 | 38,3  |
| Средний суточный максимум, °C                                   | 30,6 | 31,4 | 32,9 | 34,0 | 33,2 | 31,8 | 31,4 | 31,1 | 31,0 | 30,8 | 30,5  | 29,8 | 31,5  |
| Средняя температура, °C                                         | 25,3 | 25,9 | 27,1 | 28,1 | 28,0 | 27,4 | 27,3 | 27,1 | 27,0 | 26,8 | 26,5  | 25,6 | 26,8  |
| Средний суточный минимум, °C                                    | 22,5 | 22,6 | 23,5 | 24,5 | 25,2 | 24,9 | 24,7 | 24,6 | 24,7 | 24,6 | 24,2  | 23,0 | 24,1  |
| Абсолютный минимум, °C                                          | 15,3 | 16,9 | 18,1 | 19,0 | 21,9 | 21,1 | 21,2 | 21,3 | 21,7 | 21,4 | 19,7  | 16,8 | 15,3  |
| Среднее число солнечных часов в месяц                           | 241  | 240  | 267  | 233  | 177  | 145  | 160  | 149  | 146  | 153  | 183   | 206  | 2300  |
| Среднее число дней с осадками                                   | 3,5  | 1,6  | 3,3  | 8,3  | 17,8 | 21,7 | 22,2 | 22,6 | 22,8 | 23,1 | 16,0  | 9,0  | 171,9 |
| Норма осадков, мм                                               | 18   | 12   | 33   | 111  | 262  | 343  | 331  | 366  | 344  | 357  | 189   | 62   | 2427  |
| Средняя влажность, %                                            | 80,9 | 79,7 | 78,4 | 79,1 | 84,3 | 86,6 | 86,7 | 87,4 | 87,7 | 88,2 | 86,2  | 82,8 | 84,0  |
| Источник: Vietnam Institute for Building Science and Technology |      |      |      |      |      |      |      |      |      |      |       |      |       |

## Туризм

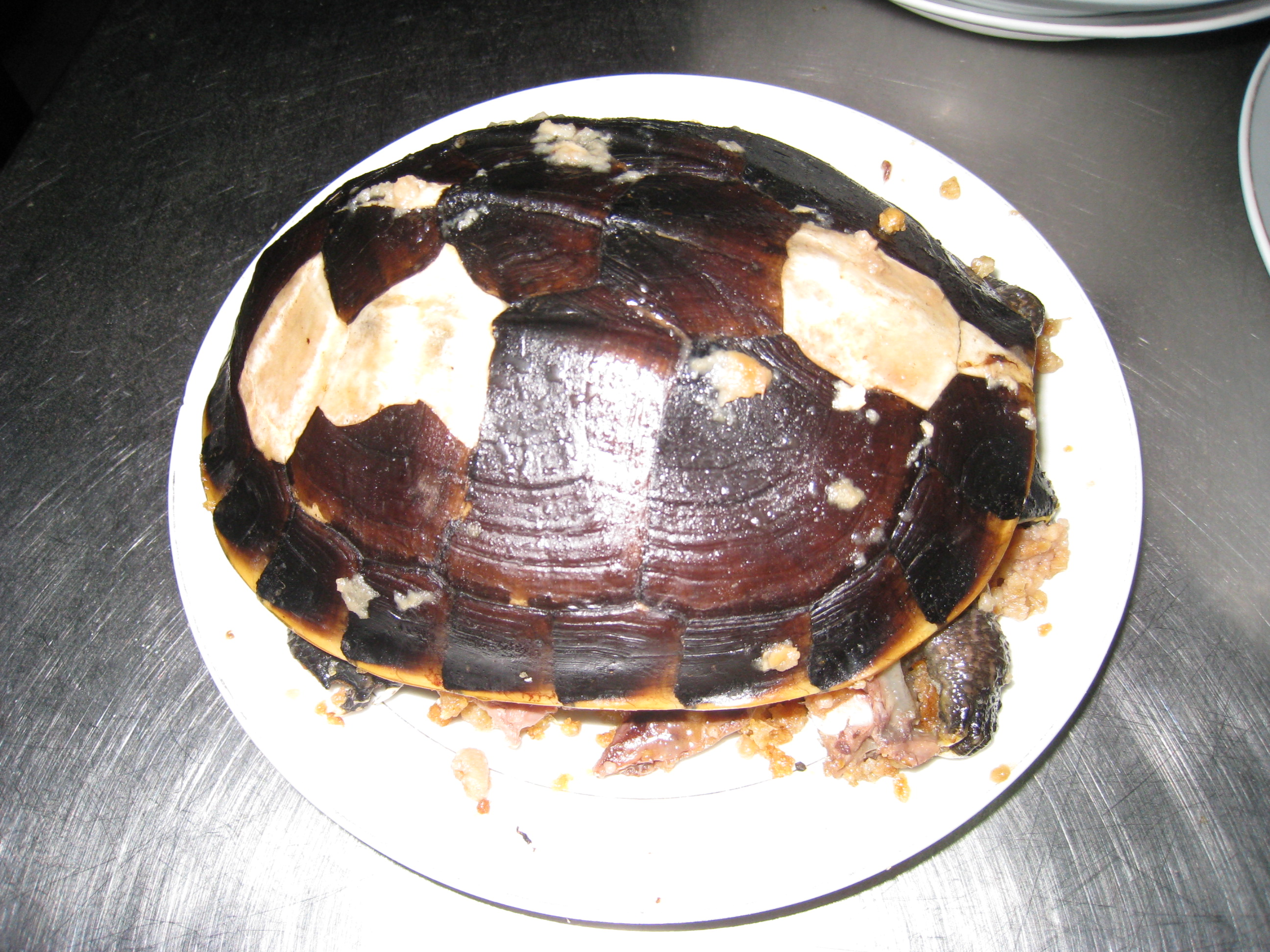
Черепашье мясо

В провинции Камау есть несколько достопримечательностей: несколько птичьих заповедников, самая южная точка Вьетнама — мыс Камау, область Уминь со знаменитыми мангровыми лесами и смесью разных кухонь: вьетнамской, китайской, кхмерской и пр. В самом городе Камау есть много пагод кхмеров.

## Транспорт
В Камау имеется свой аэропорт.

## Галерея

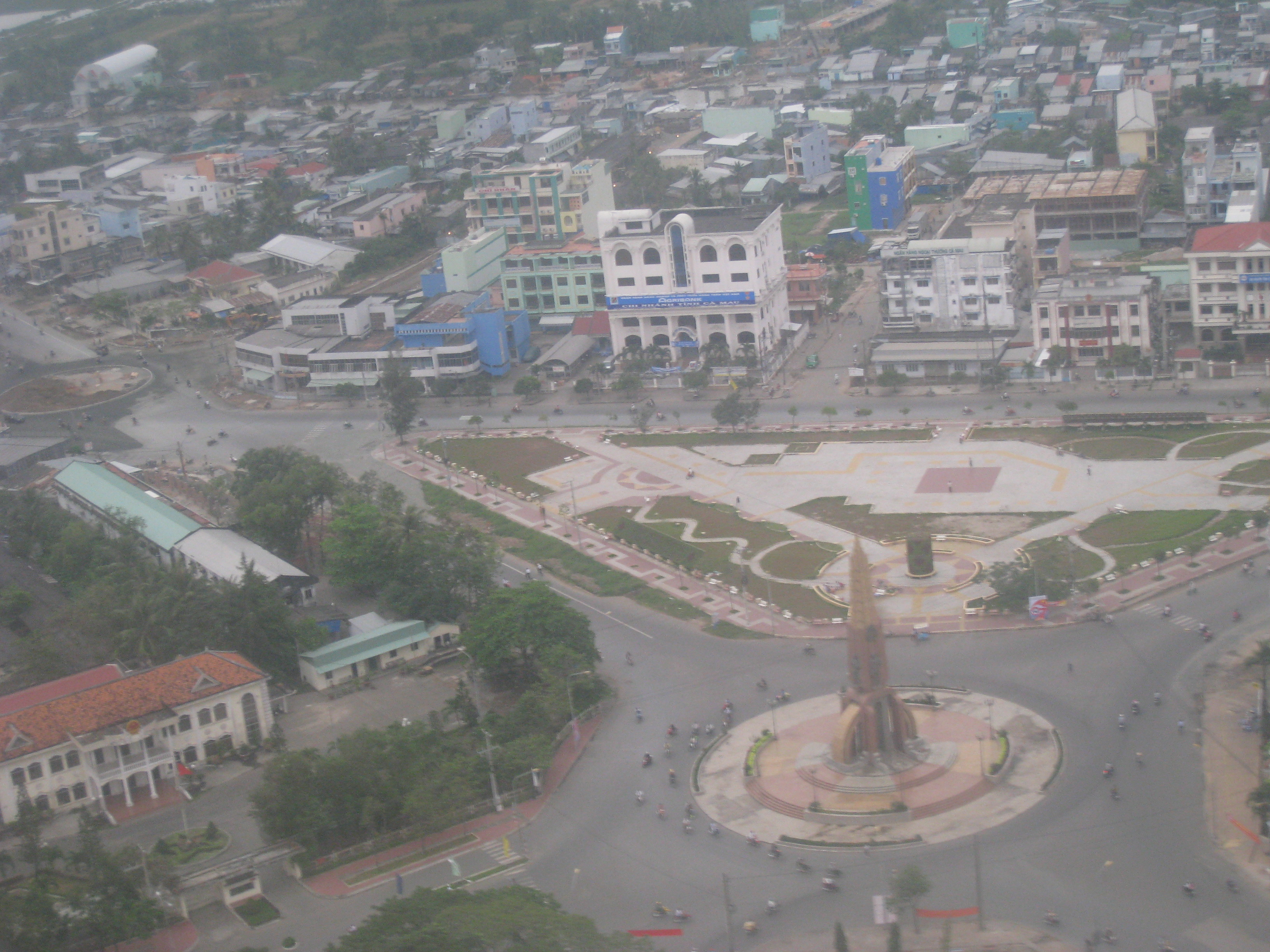
Деловая часть города с воздуха
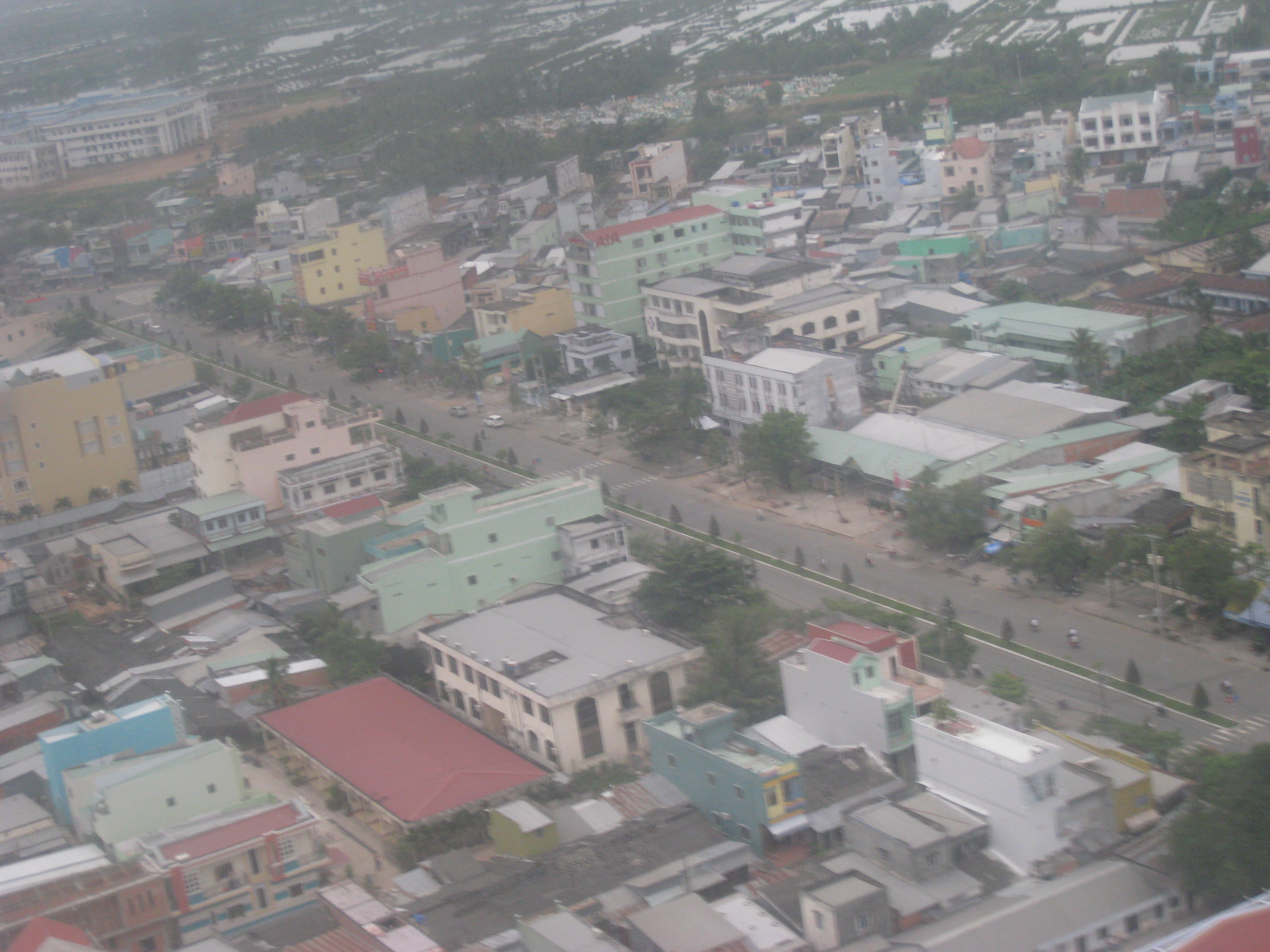
Главная улица города
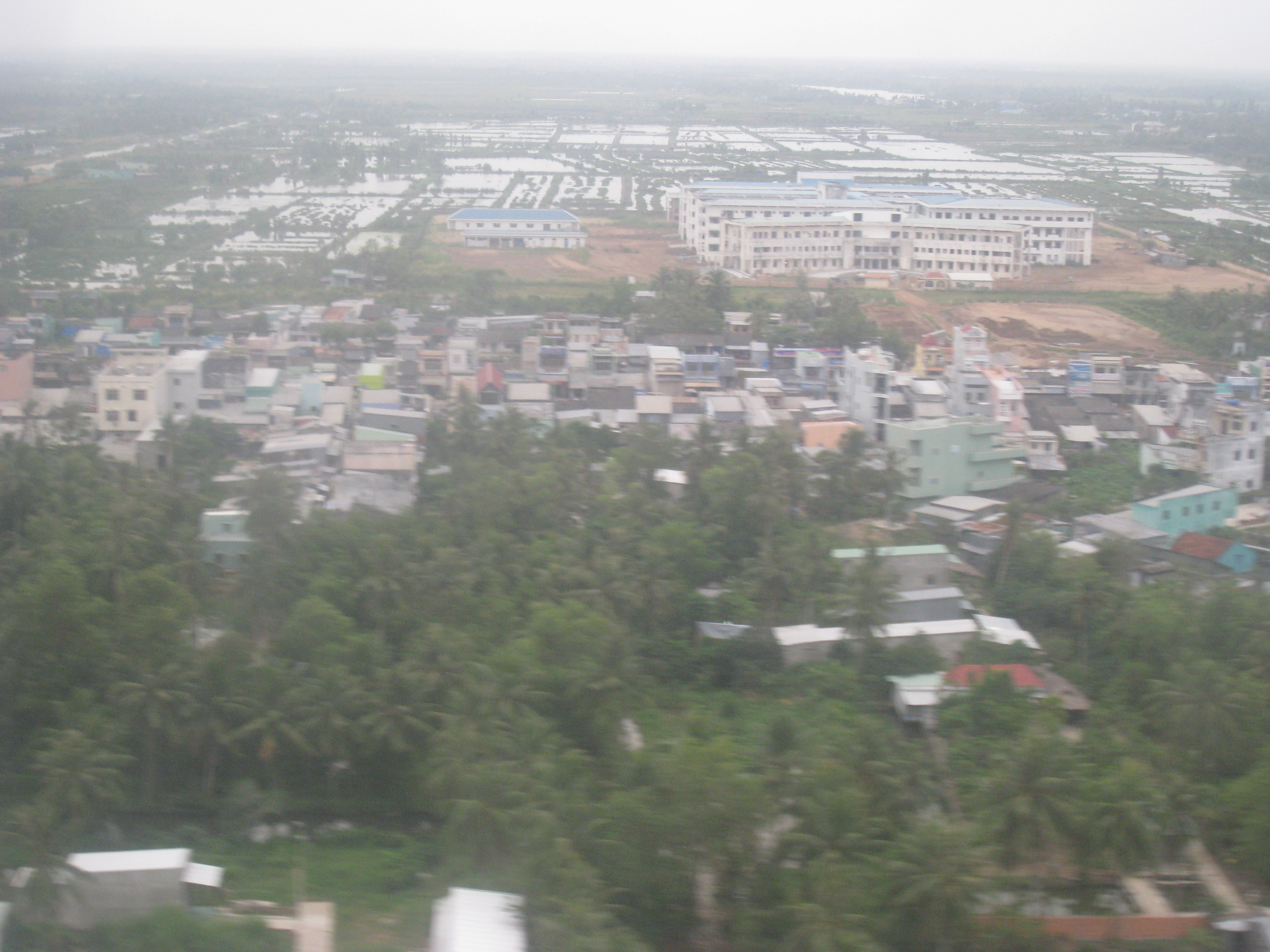
Камау